# None (muziek)
Een none, of noon, (van Latijn: nonus, de negende) is in de muziektheorie het interval in een diatonische toonladder tussen een eerste toon en de daarboven liggende negende. Een none omvat acht toonafstanden, en bestaat uit twee tonen die een secunde plus een octaaf uit elkaar liggen. Omdat een none is opgebouwd uit een secunde en een rein octaaf heet het een samengesteld interval. Het interval tussen bijvoorbeeld de tonen c en d' is dus een none, maar ook het interval tussen e en f'. Ook wordt de tweeklank die bestaat uit twee tonen die een none uit elkaar liggen, als none aangeduid. De tweeklank c-d' is een none, of de tonen c en d' vormen een none.

## Varianten
In overeenstemming met de secunde in de none, worden nonen nog onderscheiden in grote, kleine, verminderde en overmatige nonen.

### Grote none
Een grote none bestaat uit een grote secunde plus een rein octaaf. Men duidt een grote none wel afgekort aan met M9.
- Voorbeeld: Het interval tussen c' en d" is een grote none Het afspelen van audio wordt niet ondersteund in uw browser. U kunt het audiobestand downloaden.

### Kleine none
Een kleine none bestaat uit een kleine secunde plus een rein octaaf plus. Men duidt een kleine none wel afgekort aan met m9.
- Voorbeeld: Het interval tussen c' en des" is een kleine none Het afspelen van audio wordt niet ondersteund in uw browser. U kunt het audiobestand downloaden.

### Verminderde none
Als de secunde in een none verminderd is, heet ook de none verminderd. 
- Voorbeeld: Het interval tussen cis' en des" is een verminderde none Het afspelen van audio wordt niet ondersteund in uw browser. U kunt het audiobestand downloaden.

### Overmatige none
Als de secunde in een none overmatig is, heet ook de none overmatig.
- Voorbeeld: Het interval tussen c' en dis" is een overmatige none Het afspelen van audio wordt niet ondersteund in uw browser. U kunt het audiobestand downloaden.

Hoewel verwant met de secunde heeft de none toch een volstrekt andere klankkleur dan de secunde. De grote none is veel consonanter dan de grote secunde (precies even groot als twee reine kwinten), de kleine none is daarentegen veel dissonanter dan de kleine secunde, en in feite het meest dissonante interval.

## None in jazzmuziek
De none is het interval dat septiemakkoorden kan aanvullen. In de jazzmuziek komt de none zeer regelmatig voor en zij wordt aldaar in akkoorden aangeduid met het cijfer '9' in het akkoordsymbool.
- Voorbeeld: het C7/9 akkoord is opgebouwd uit de tonen C-E-G-Bes-D, waarbij de D als none een toevoeging aan het septiemakkoord is. Het afspelen van audio wordt niet ondersteund in uw browser. U kunt het audiobestand downloaden.